# Stephanie Twell
Stephanie „Steph“ April Twell (* 17. August 1989 in Colchester) ist eine britische Leichtathletin, die im Mittel- und Langstreckenlauf für Schottland startet.

## Sportliche Laufbahn
Erste internationale Erfahrungen sammelte Steph Twell beim Europäischen Olympischen Jugendfestival 2005 in Lignano Sabbiadoro, bei denen sie im 1500-Meter-Lauf in 4:29,91 min den fünften Platz belegte. Im Jahr darauf nahm sie an den Juniorenweltmeisterschaften in Peking teil, bei denen sie mit 4:16,58 min den achten Platz belegte und siegte anschließend bei den Crosslauf-Europameisterschaften. 2007 gewann sie bei den Junioreneuropameisterschaften in Hengelo in 4:16,03 min die Silbermedaille hinter der Rumänin Cristina Vasiloiu und siegte erneut bei den Crosslauf-Europameisterschaften in Toro. 2008 siegte sie bei den Juniorenweltmeisterschaften im polnischen Bydgoszcz in 4:15,09 min. Damit qualifizierte sie sich für die Olympischen Spiele in Peking, bei denen sie mit 4:06,68 min im Vorlauf ausschied. Gegen Ende des Jahres wurde sie von der European Athletic Association zu Europas Aufsteigerin des Jahres gekrönt. Zudem siegte sie zum dritten Mal bei den Crosslauf-Europameisterschaften  in Brüssel in der Juniorinnenwertung.
2009 entschied sie sich, lieber für Schottland, der Heimat ihrer Mutter, als für England zu starten. Sie qualifizierte sich für die Weltmeisterschaften in Berlin, bei denen sie mit 4:18,23 min in der ersten Runde ausschied. Bei den Crosslauf-Weltmeisterschaften in Amman gelangte sie im Erwachsenenbereich den 38. Platz. Bei den Crosslauf-Weltmeisterschaften in Bydgoszcz wurde sie 23. Sie qualifizierte sich erstmals für die Europameisterschaften in Barcelona, bei denen sie mit 4:02,70 min den fünften Platz belegte. Anschließend gewann sie bei den Commonwealth Games in Neu-Delhi in 4:06,15 min die Bronzemedaille hinter der Kenianerin Nancy Jebet Langat und Nikki Hamblin aus Neuseeland. Zudem belegte sie im 5000-Meter-Lauf in 16:03,91 min Platz vier. 2011 zog sie sich vor bei einem Crosscountry-Lauf eine Knöchelverletzung zu und musste die Freiluft Saison beenden. Auch 2012 zog sie sich eine Verletzung am Fuß zu und konnte somit nicht bei den Olympischen Spielen in ihrer Heimat starten.
Bei den Crosslauf-Weltmeisterschaften 2013 in Bydgoszcz feierte sie ihr internationales Comeback und klassierte sich dort auf Rang 40. 2014 nahm sie über 5000 Meter an den Commonwealth Games im heimischen Glasgow teil und erreichte in 16:30,66 min Rang 14. Im Jahr darauf qualifizierte sie sich für die Weltmeisterschaften in Peking, bei denen sie mit 15:26,24 min im Finale den zwölften Platz belegte. 2016 wurde sie bei den Hallenweltmeisterschaften in Portland in 9:00,38 min Sechste im 3000-Meter-Lauf. Anschließend gewann sie bei den Europameisterschaften in Amsterdam in 15:20,70 min die Bronzemedaille hinter der Türkin Yasemin Can und der Schwedin Meraf Bahta. Damit qualifizierte sie sich für die Olympischen Spiele in Rio de Janeiro, bei denen sie mit 15:25,90 min in der ersten Runde ausschied. 2017 belegte sie bei den Halleneuropameisterschaften in Belgrad in 8:50,40 min Rang fünf über 3000 Meter und konnte sich bei den Weltmeisterschaften in London mit 15:41,29 min nicht für das Finale qualifizieren.
2018 nahm sie zum dritten Mal an den Commonwealth Games im australischen Gold Coast teil und wurde dort in 4:05,56 min Siebte über 1500 Meter. Zudem lief sie über 5000 Meter in 16:05,65 min auf Rang 14 ein. Über diese Distanz nahm sie an den Europameisterschaften in Berlin teil und gelangte dort in 15:41,10 min auf den zehnten Platz. Beim Marathon der Olympischen Sommerspiele 2020, der abweichend in Sapporo stattfand, kam sie als 68. ins Ziel.
2013 sowie von 2015 bis 2018 wurde Twell Britische Meisterin im 5000-Meter-Lauf sowie 2016 Hallenmeisterin über 3000 Meter. Sie absolvierte ein Studium für Sportwissenschaften an der St Mary’s University, Twickenham, das sie mit einem Master abschloss.

## Persönliche Bestleistungen
- 800 Meter: 2:02,58 min, 15. Juni 2016 in Watford
- 1500 Meter: 4:02,54 min, 19. August 2010 in Zürich
  - 1500 Meter (Halle): 4:09,84 min, 12. Februar 2012 in Karlsruhe
- 1 Meile: 4:25,39 min, 9. Juli 2017 in London
- 3000 Meter: 8:40,98 min, 15. Juli 2016 in Monaco
  - 3000 Meter (Halle): 8:41,94 min, 10. Februar 2018 in Boston
- 5000 Meter: 14:54,08 min, 27. August 2010 in Brüssel
- 10.000 Meter: 31:08,13 min, 6. Juli 2019 in London
- Halbmarathon: 1:08:55 h, 19. Januar 2020 in Houston
- Marathon: 2:26:40 h, 27. Oktober 2019 in Frankfurt am Main